# George II van Brieg
George II van Brieg bijgenaamd de Vrome (Liegnitz, 18 juli 1523 - Brieg, 7 mei 1586) was van 1547 tot 1586 hertog van Brieg, Ohlau en Wohlau. Hij behoorde tot het huis Piasten.

## Levensloop
George II was de tweede zoon van hertog Frederik II van Liegnitz en Sophia van Brandenburg-Ansbach, dochter van markgraaf Frederik I van Brandenburg-Ansbach. Na de dood van zijn vader in 1547 erfde hij de hertogdommen Brieg, Ohlau en Wohlau. 
In 1548 zorgde de vroege dood van zijn familielid Hendrik II van Podiebrad ervoor dat George II de regent van het hertogdom Oels werd voor diens zoons Hendrik III en Karel II. Dit bleef hij tot in 1569. Toen drie jaar later, in 1551, zijn broer Frederik III wegens zijn opstandig gedrag tegenover keizer Karel V afgezet werd als hertog van Liegnitz ten voordele van zijn minderjarige zoon Hendrik XI, werd George ook regent van het hertogdom Liegnitz. Dit bleef hij tot in 1556, toen Frederik III door de nieuwe keizer Ferdinand I opnieuw tot hertog van Liegnitz werd benoemd.
Tijdens zijn regering had George II een goede band met het huis Habsburg, hoewel hij lutheraans was. Hij werd dan ook door de keizer meerdere keren op diplomatieke missie gestuurd. Zo was hij in 1562 aanwezig bij de kroning van keizer Maximiliaan II in Praag en Bratislava. Daarnaast gebruikte George II het Briegse leger om de interne orde in zijn hertogdommen te behouden en wijdde hij zich aan de expansie van zijn hoofdresidentie in Brieg, waar hij een paleis in renaissancestijl liet bouwen. Als lutheraan hield hij zich ook bezig met de hervormingen die zijn vader had opgestart. Ook bouwde hij tussen 1564 en 1568 het gymnasium van Brieg en na de brand in de stad in 1569 bouwde hij ook een nieuwe stadshal en nieuwe torens voor de Sint-Nicolaaskerk in de stad. 
In 1586 overleed George II. Zijn zonen Joachim Frederik en Johan George volgden hem op als hertog van Ohlau en Wohlau, terwijl zijn weduwe Barbara van Brandenburg het hertogdom Brieg erfde.

## Huwelijk en nakomelingen
Op 15 februari 1545 huwde George II in Berlijn met Barbara van Brandenburg (1527-1595), dochter van keurvorst Joachim II Hector van Brandenburg. Ze kregen zeven kinderen:
- Barbara (1548-1565)
- Joachim Frederik (1550-1602), hertog van Ohlau, Wohlau en Brieg
- Johan George (1552-1592), hertog van Ohlau en Wohlau
- Sophia (1556-1594)
- Magdalena (1560-1562)
- een doodgeboren dochter (1561)
- Elisabeth Magdalena (1562-1630), huwde in 1585 met hertog Karel II van Münsterberg-Oels